# مطاردة للقتل (فلم)
مطاردة للقتل (بالإنجليزية: Hunt to Kill) هو فيلم أكشن تم انتاجه في كندا و صدر سنة 2010 بطولة ماري أفجيروبولس وستون كولد ستيف أوستن وغاري دانيلز.

## القصة
ضابط في قوات حرس الحدود الأمريكية يدعى (جيم روهدس)، مطلق ولديه ابنة يقوم بتربيتها منفردًا في (جبال مونتانا) حيث يعيش، وقد فقد شريكه في العمل بعد أن تم قتله. الآن يقوم مجموعة من الهاربين بأخذ (روهدس) وابنته رهينتين لعبور الحدود، لكنهم لم يدركوا أنهم قد عبثوا مع الرجل الخطأ.

## روابط خارجية
- مطاردة للقتل على موقع IMDb (الإنجليزية)
- مطاردة للقتل على موقع روتن توميتوز (الإنجليزية)
- مطاردة للقتل على موقع نتفليكس (الإنجليزية)
- مطاردة للقتل على موقع قاعدة بيانات الأفلام العربية
- مطاردة للقتل على موقع أول موفي (الإنجليزية)
- مطاردة للقتل على موقع فيلمافينيتي (الإسبانية)
- مطاردة للقتل على موقع قاعدة بيانات الفيلم (الإنجليزية)
- مطاردة للقتل على موقع ليتربوكسد (الإنجليزية)
- مطاردة للقتل على موقع كينوبويسك (الروسية)